# Kohtla-Järve JK Järve
El Ida-Virumaa FC Alliance es un equipo de fútbol de Estonia que milita en la Esiliiga B, la tercera liga de fútbol en importancia en el país.

## Historia
Fue fundado en el año 1998 en la ciudad de Kohtla-Järve con el nombre Kohtla-Järve JK Järve y han jugado en la Meistriliiga en algunas temporadas, aunque en el año 2004 lo hicieron con el nombre FC Lootus Alutaguse.
Fueron uno de los equipos fundadores de la Esiliiga B, en la cual estuvieron hasta la temporada 2015, cuando lograron el ascenso a la Esiliiga. En el año 2021 el club pasa a llamarse Ida-Virumaa FC Alliance, y antes de iniciar la temporada 2023 se muda a la ciudad de Kiviõli.